# Aeroportul Madang
Aeroportul Madang (IATA: MAG, ICAO: AYMD) este un aeroport din Madang⁠(d), Madang District⁠(d), Madang Province⁠(d), Papua Noua Guinee.
Situat la o altitudine de 1.577 m, aeroportul dispune de o singură pistă.